# Neobisium geronense
Espèce
Synonymes
- Neobisium bernardi geronense Beier, 1939

Neobisium geronense est une espèce de pseudoscorpions de la famille des Neobisiidae.

## Distribution
Cette espèce est endémique de Catalogne (Espagne) et des Pyrénées-Orientales (France).

## Description
Les mâles mesurent de 1,64 à 2,86 mm et les femelles de 1,92 à 2,26 mm.

## Systématique et taxinomie
Cette espèce a été décrite sous le protonyme Neobisium bernardi geronense par Beier en 1939. Elle est élevée au rang d'espèce par Zaragoza, De Mas et Ribera en 2007.

## Étymologie
Son nom d'espèce, composé de geron[a] et du suffixe latin -ensis, « qui vit dans, qui habite », lui a été donné en référence au lieu de sa découverte, la province de Gérone.

## Publication originale
- Beier, 1939 : Die Höhlenpseudoscorpione der Balkanhalbinsel. Studien aus dem Gebiete der Allgemeinen Karstforschung, der Wissenschaftlichen Höhlenkunde, der Eiszeitforschung und den Nachbargebieten, vol. 4, p. 1-83.